# Festival international de chant grégorien de Watou
Le Festival international de chant grégorien de Watou est un festival de musique classique. Créé en 1981 à Watou, ce festival, qui est tenu tous les trois ans, se consacre singulièrement au chant grégorien.

## Histoire et actualité
Le festival a lieu à Watou en Belgique, village situé à la frontière avec la France. Cet événement est normalement tenu en mai, mais plus précisément autour de la fête de l'Ascension. Commune si modeste, mais le village de Watou charmait, dans les années 1980, assez beaucoup d'artistes. À partir de l'année 1986, le festival se continue sans interruption, et avec un grand succès.
Il était toujours organisé par Bernard Deheegher, homme d'affaires mais spécialiste du chant grégorien, membre honoraire de l'Institut pontifical de musique sacrée,, jusqu'à son décès survenu le 13 octobre 2021.
Ce festival se caractérise tant de l'exécution de chaque participant que des célébrations liturgiques dans le programme. D'où, le festival compte, depuis 2015, la participation de la Schola Gregoriana del Pims (Institut pontifical de musique sacrée) du Vatican. L'édition de 2018 était soutenue sous la distinction de l'évêque de Bruges Lodewijk Aerts.
Alors que la commune de Watou ne compte que 1 700 habitants (2019), le festival disposa en 2018 quasiment 10 000 places pour 30 événements. Il fallait 125 bénévoles de sorte que celui-ci soit tenu dans ce petit village. D'ailleurs, l'église Saint-Éloi de Dunkerque est parfois choisie dans le cadre de ce festival.
- 1981 : création (les 23 et 24  mai)
- 1986 : le 1er mai ; 12 chœurs de participation
- 1988 : les 10 et 11 septembre ; 16 chœurs
- 1991 : les 10, 11 et 12 mai ; 16 chœurs
- 1994 : les 13, 14 et 15 mai ; 24 chœurs
- 1997 : du 7 au 11 mai ; 22 chœurs
- 2000 : du 31 mai au 4 juin ; 25 chœurs
- 2003 : du 28 mai au 1er juin ; 25 chœurs
- 2006 : du 24 au 28 mai ; 20 chœurs
- 2009 : du 16 au 24 mai ; 24 chœurs
- 2012 : du 12 au 20 mai ; 28 chœurs
- 2015 : du 8 au 17 mai ; 29 chœurs
- 2018 : du 4 au 13 mai ; 25 chœurs
- (2021) : repoussé à cause de la pandémie de Covid-19 ;
- 2022 : du 25 au 26 mai ; In Memoriam du fondateur Bernard Deheegher (1950 - † 2021)[6] ; 6 chœurs, 1 soliste et 1 organiste[7]

La prochaine édition sera tenue du 29 mai (Ascension) au 1er juin 2025.